# 제주기적의도서관
제주기적의도서관은 제주특별자치도 제주시에 있는 어린이 도서관이다.

## 연혁
- 2004년 5월 5일 제주시기적의도서관 개관
- 2013년 10월 23일 전국도서관운영평가 우수도서관 선정
- 2017년 2월 23일 제49회 한국도서관상 수상

## 이용 안내
이용 시간
- 화~일요일 09:00~18:00

휴관일
- 매주 월요일, 설날연휴, 추석연휴, 12월 31일, 1월 1일